# Torneio Hubert Jerzeg Wagner de Voleibol de 2018
O Torneio Hubert Jerzeg Wagner de Voleibol de 2018 foi 16ª edição desta competição amistosa organizada pela Fundação Hubert Jerzy Wagner em parceria com a Federação Polonesa de Voleibol (em polonês/polaco:  Polski Związek Piłki Siatkowej) que ocorreu em Cracóvia, Polônia, de 24 a 26 de agosto.
A seleção anfitriã conquistou seu oitavo título da competição e o ponteiro polonês Artur Szalpuk foi eleito o melhor jogador do torneio.

## Formato da disputa
Disputa em turno único, com todas as seleções se enfrentando.

### Critérios de desempate
1. Número de vitórias
2. Número de pontos
3. Sets average
4. Pontos average

Partidas terminadas em 3–0 ou 3–1: 3 pontos para o vencedor, 0 pontos para o perdedor;
Partidas terminadas em 3–2: 2 pontos para o vencedor, 1 ponto para o perdedor.

## Seleções participantes
As seguintes seleções foram selecionadas para competir o torneio.
| Equipe  | Última participação |
| ------- | ------------------- |
| Polônia | 2017                |
| Canadá  | 2017                |
| França  | 2017                |
| Rússia  | 2017                |

## Local das partidas
| Cracóvia, Polônia  |
| Tauron Arena       |
| ------------------ |
|                    |
| Capacidade: 15 328 |

## Fase única
|     |         |     | Jogos | Jogos | Jogos | Resultados | Resultados | Resultados | Resultados | Resultados | Resultados | Sets | Sets | Sets  | Pontos | Pontos | Pontos |
| Pos | Equipe  | Pts | T     | V     | D     | 3–0        | 3–1        | 3–2        | 2–3        | 1–3        | 0–3        | V    | P    | R     | V      | P      | R      |
| --- | ------- | --- | ----- | ----- | ----- | ---------- | ---------- | ---------- | ---------- | ---------- | ---------- | ---- | ---- | ----- | ------ | ------ | ------ |
| 1   | Polônia | 7   | 3     | 3     | 0     | 1          | 0          | 2          | 0          | 0          | 0          | 9    | 4    | 2.250 | 302    | 274    | 1.102  |
| 2   | Rússia  | 6   | 4     | 2     | 2     | 0          | 1          | 1          | 1          | 0          | 1          | 8    | 9    | 0.889 | 312    | 303    | 1.030  |
| 3   | França  | 4   | 3     | 1     | 2     | 0          | 1          | 0          | 1          | 1          | 0          | 6    | 7    | 0.857 | 290    | 297    | 0.976  |
| 4   | Canadá  | 1   | 3     | 0     | 3     | 0          | 0          | 0          | 1          | 1          | 1          | 3    | 9    | 0.333 | 256    | 286    | 0.895  |

Resultados
- Todas as partidas seguiram o fuso horário local (UTC+2).

| Data   | Hora  |         | Placar |        | Set 1 | Set 2 | Set 3 | Set 4 | Set 5 | Total   | Relatório |
| ------ | ----- | ------- | ------ | ------ | ----- | ----- | ----- | ----- | ----- | ------- | --------- |
| 24 ago | 18:30 | Polônia | 3–0    | Canadá | 29–27 | 25–17 | 25–19 |       |       | 79–63   | Relatório |
| 24 ago | 21:30 | França  | 1–3    | Rússia | 16–25 | 25–23 | 20–25 | 24–26 |       | 85–99   | Relatório |
| 25 ago | 15:00 | Polônia | 3–2    | França | 30–28 | 21–25 | 22–25 | 25–21 | 15–13 | 113–112 | Relatório |
| 25 ago | 18:00 | Rússia  | 3–2    | Canadá | 25–17 | 25–22 | 22–25 | 21–25 | 21–19 | 114–108 | Relatório |
| 26 ago | 14:00 | França  | 3–1    | Canadá | 18–25 | 25–22 | 25–22 | 25–16 |       | 93–85   | Relatório |
| 26 ago | 17:30 | Polônia | 3–2    | Rússia | 21–25 | 25–22 | 24–26 | 25–15 | 15–10 | 110–98  | Relatório |

## Classificação final
| Posição | Equipe  |
| ------- | ------- |
| 1       | Polônia |
| 2       | Rússia  |
| 3       | França  |
| 4       | Canadá  |

## Premiações
| Torneio Hubert Jerzeg Wagner de 2018 |
| Polónia                              |
| ------------------------------------ |
| Polônia Campeã (8º título)           |

### Individuais
Os atletas que se destacaram individualmente foramː
| - Most Valuable Player (MVP) Artur Szalpuk - Melhor oposto Jean Patry - Melhores centrais Jakub Kochanowski Piotr Nowakowski | - Melhores ponteiros Artur Szalpuk Dmitry Volkov - Melhor levantador Jay Blankenau - Melhor líbero Jenia Grebennikov |